# 馬特·哈諾塞克
馬特·哈諾塞克（1993年6月2日—）是一位捷克足球運動員。在場上的位置是後衛。他現在效力於捷克足球甲級聯賽球隊布拉格杜克拉足球俱樂部。他也代表捷克U21國家足球隊參賽。